# 迪奇坎普費弗 (加利福尼亞州)
迪奇坎普費弗（英語：Ditch Camp Five）是位於美國加利福尼亞州埃爾多拉多縣的一個非建制地區。該地的面積和人口皆未知。

## 地理
迪奇坎普費弗的座標為38°42′55″N 120°32′54″W / 38.71528°N 120.54833°W，而該地的平均海拔高度為1171米（即3842英尺）。